# Georg Khevenhüller
Georg Khevenhüller Metsch (* 24. September 1960 in Madrid) ist ein österreichisch-deutscher Unternehmer und Präsident des Malteser Hilfsdienstes.

## Leben
Georg Khevenhüller entstammt der Familie Khevenhüller, einem aus Kärnten stammenden Adelsgeschlecht des Hohen Adels. Geboren und aufgewachsen in Spanien machte er später Matura und ein Studium der Betriebswirtschaftslehre und Marketing in Wien. Er arbeitete im Finanzbereich des österreichischen Industriekonzerns Veitsch-Radex in Österreich und in Venezuela. Seit 1994 war er in Deutschland als Geschäftsführer des Baustoffherstellers Vedag-Villas tätig. In 2001 kaufte Khevenhüller das Unternehmen im Wege eines Management-Buy-outs. Nach Entwicklung und Ausbau des Unternehmens erfolgte der Verkauf in 2007. Seitdem ist Khevenhüller als Unternehmer in unterschiedlichen Bereichen tätig. Seit 2014 vertrat er den Souveränen Malteser Ritterorden (SMRO) als Botschafter in Argentinien, wo er ebenfalls als Unternehmer tätig ist. 
Von 2004 bis 2012 war Georg Khevenhüller Diözesanleiter bei den Maltesern in Limburg an der Lahn, von 2008 bis 2012 war er Vizepräsident des Malteser Hilfsdiensts. Seit 2016 war er neuerlich Mitglied des Präsidiums als Vertreter der deutschen Assoziation. 2018 wurde er als Nachfolger von Constantin von Brandenstein-Zeppelin zum Präsidenten des Malteser Hilfsdienstes gewählt. Seine Wiederwahl erfolgte 2024.